# 東大 (ラーメン店)

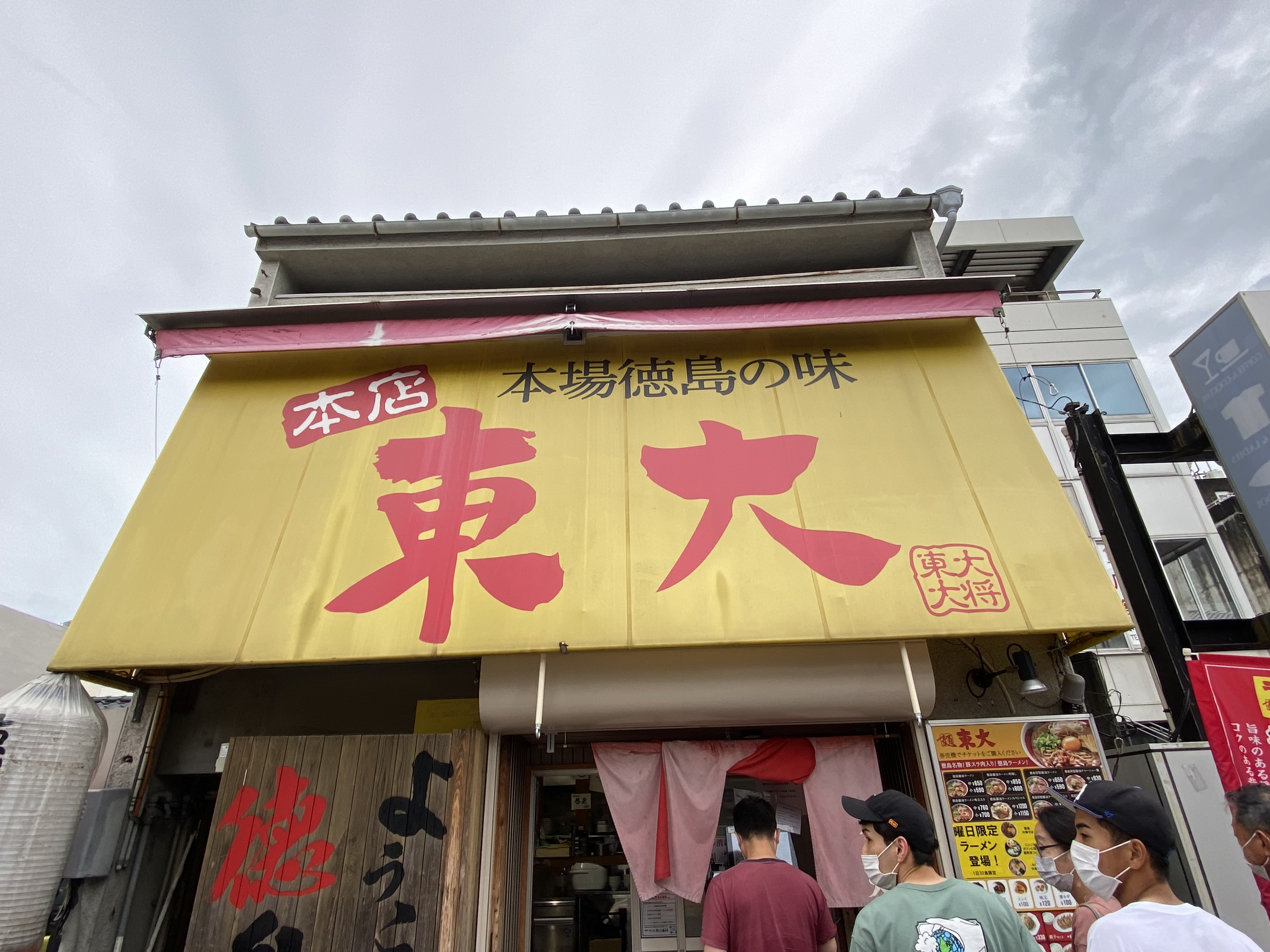
本店（徳島市）

株式会社東大（とうだい）は、徳島県徳島市に本店を置くラーメンチェーン店である。チェーン店にラーメン東大と麺王の2つがある。

## 概要

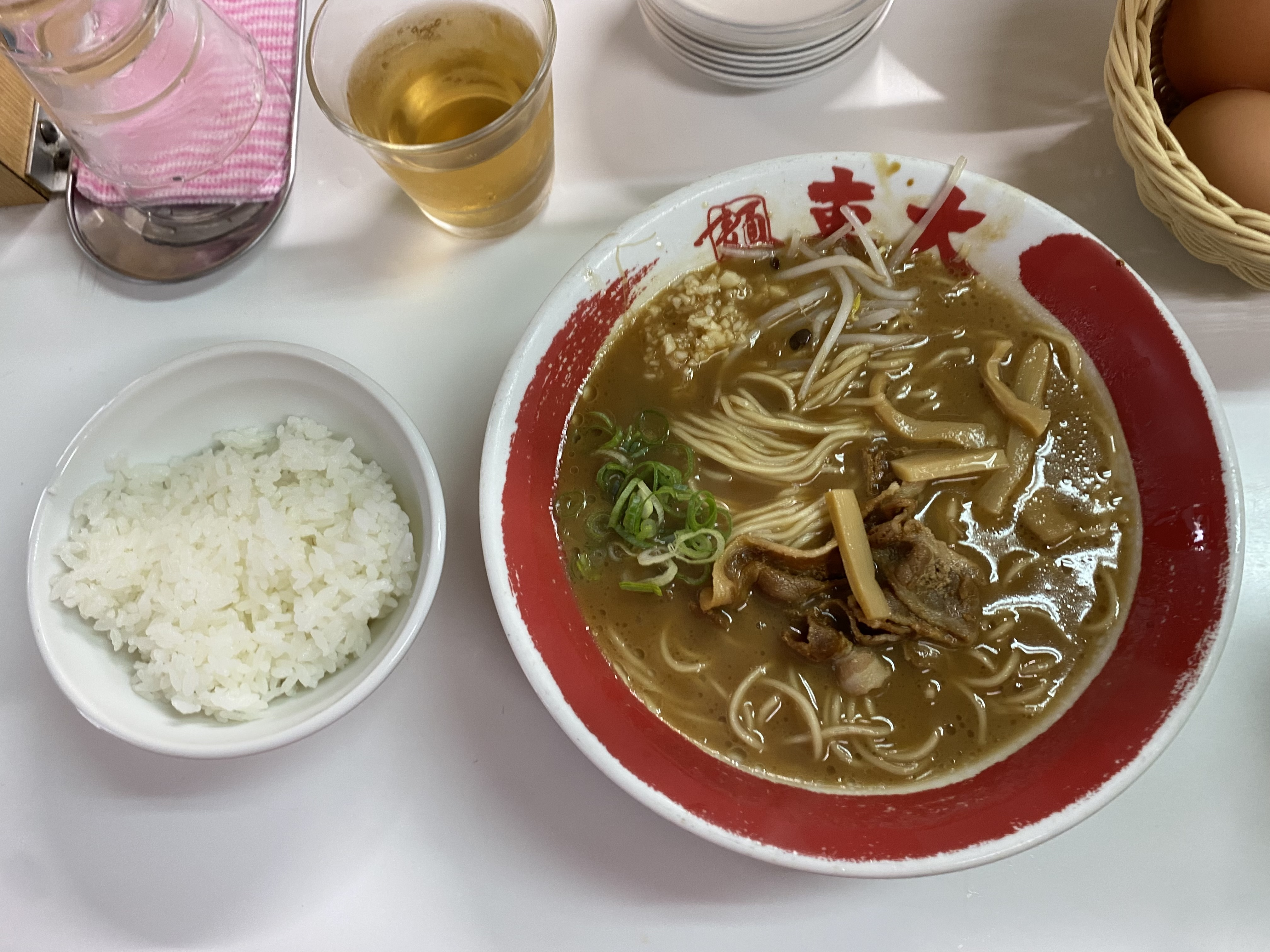
東大ラーメン本店で提供された東大ラーメン

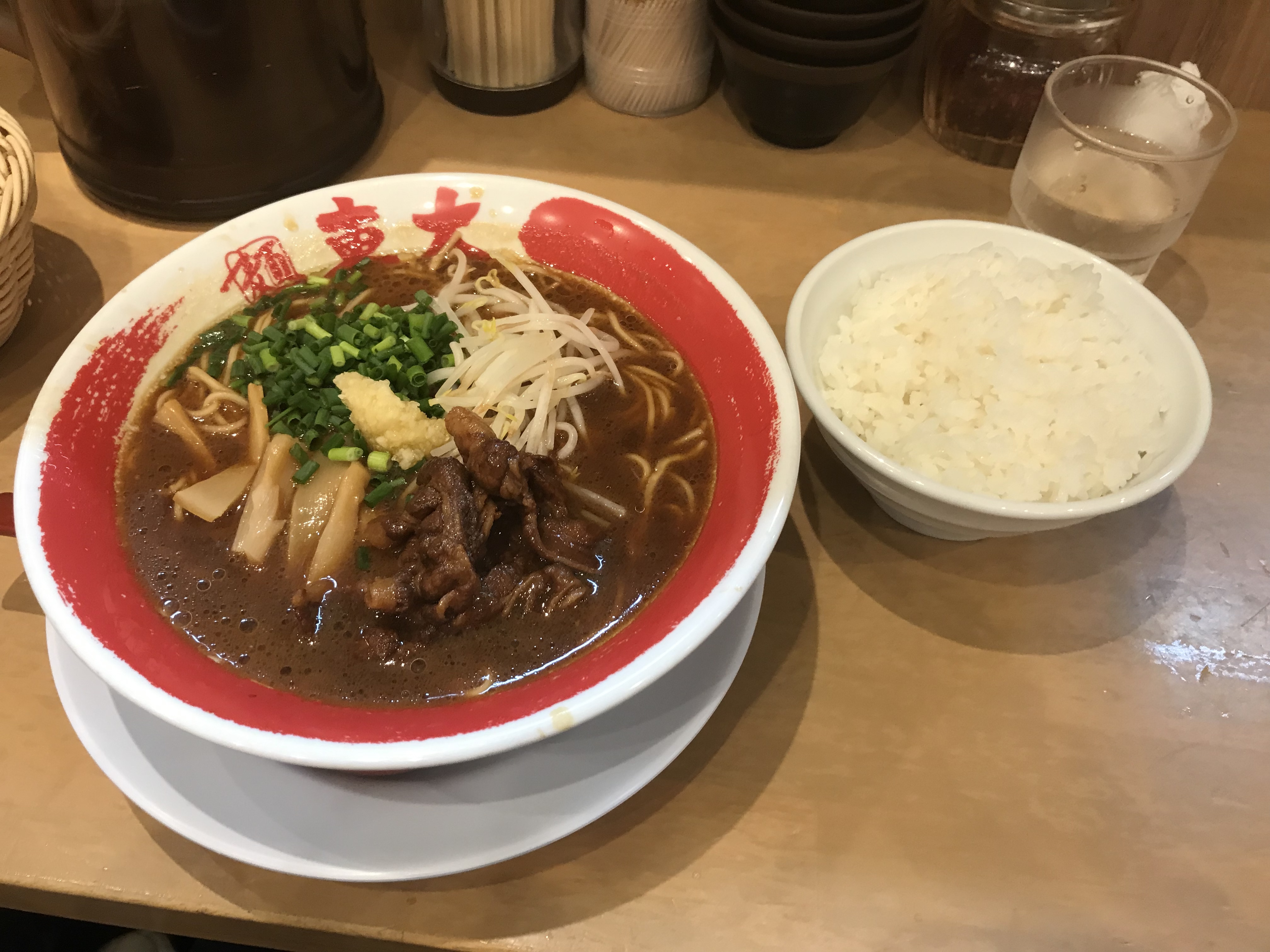
東大ラーメン（大阪・十三店）

徳島ラーメンを専門とするラーメン店。ラーメン界の頂点を目指すという意味を込めて「東大」と名づけられた。
2004年に兵庫県で開催された「明石ラーメン波止場」と2005年に三重県で開催された「桑名らーめん街道」でグランプリを受賞する。
2005年、2006年、2007年の徳島タウン情報誌「あわわ」主催の徳島人気ラーメン・ランキングにて3年連続1位を獲得する。

## 沿革
- 1999年 ラーメン東大を開業。
- 2004年 有限会社麺の東大を設立。
- 2008年 株式会社東大に組織変更。

## 店舗
ラーメン東大
- 大道本店（徳島市大道1-36）
- 沖浜店（徳島市八万町沖須賀60-6）
- ゆめタウン徳島店（徳島県板野郡藍住町奥野字東中須88-1）
- 住吉店(徳島県徳島市城東町1-2-5)
- 京都店(京都府京都市下京区烏丸通り塩小路下ル　東塩小路町901番地　京都拉麺小路内(京都駅ビル10階))
- 尼崎店(兵庫県尼崎市西昆陽1丁目27-18)
- 福山店(広島県福山市南本庄1-4-19)
- 道頓堀店(大阪市中央区道頓堀1-7-1)
- 淡路島ラーメン東大(兵庫県南あわじ市八木養宜上1029‐50)
- イオンモール岡山店(岡山県岡山市北区下石井１丁目2番1号 岡山イオンモール4F)
- 丸亀店(香川県丸亀市土器町西5丁目89番地)
- 十三店(大阪府大阪市淀川区十三本町1丁目10-3)
- 天白店(愛知県名古屋市天白区島田5-101)
- 枚方家具団地店(大阪府枚方市長尾家具町1丁目1番地1号)

徳島県外の店舗については店舗情報を参照

麺王
- 徳島駅前本店（徳島市寺島本町東3-4旭ビル1F）
- 川内店（徳島市川内町平石夷野240-1）
- 上板スクエア店(徳島県板野郡上板町椎本亀ノ本209-1 上板スクエア四号館)
- タクト店(徳島市南島田町3丁目55)
- 高松駅前店(香川県高松市寿町1丁目1 高松ステーションホテル1階)
- イオンモール綾川店（香川県綾歌郡綾川町萱原822-1イオンモール綾川3Fフードコート内）
- 追手筋店(高知県高知市追手筋1-8-15)
- フジグラン葛島店(高知県高知市小倉町3-35)
- 神戸元町店(兵庫県神戸市中央区元町通3丁目12-23)
- 神戸大津和店(神戸市西区大津和3丁目6-1)
- 姫路店(兵庫県姫路市飾磨区中野田1-12)
- 京都久世店(京都府京都市南区久世殿城町448番地)
- 岡山青江店（岡山県岡山市北区神田町2-5-31）
- 岡山駅前店（岡山県岡山市北区駅前町1-1-119）
- 倉敷中庄店(岡山県倉敷市松島1138-2)